# 坑口鄉事委員會

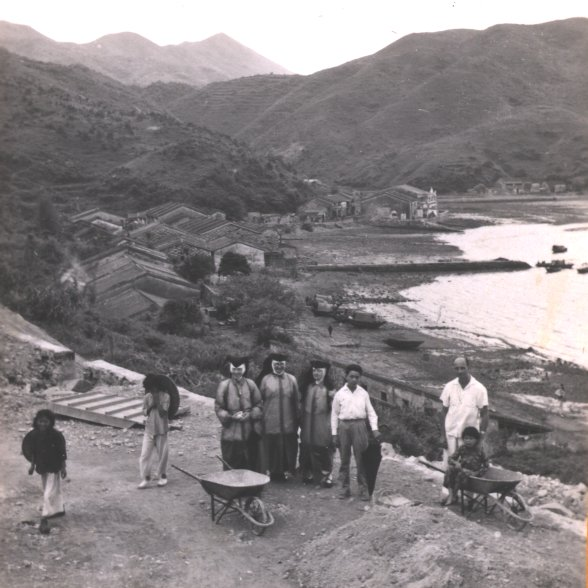
1950年代的坑口村、半見村和田下灣村一帶

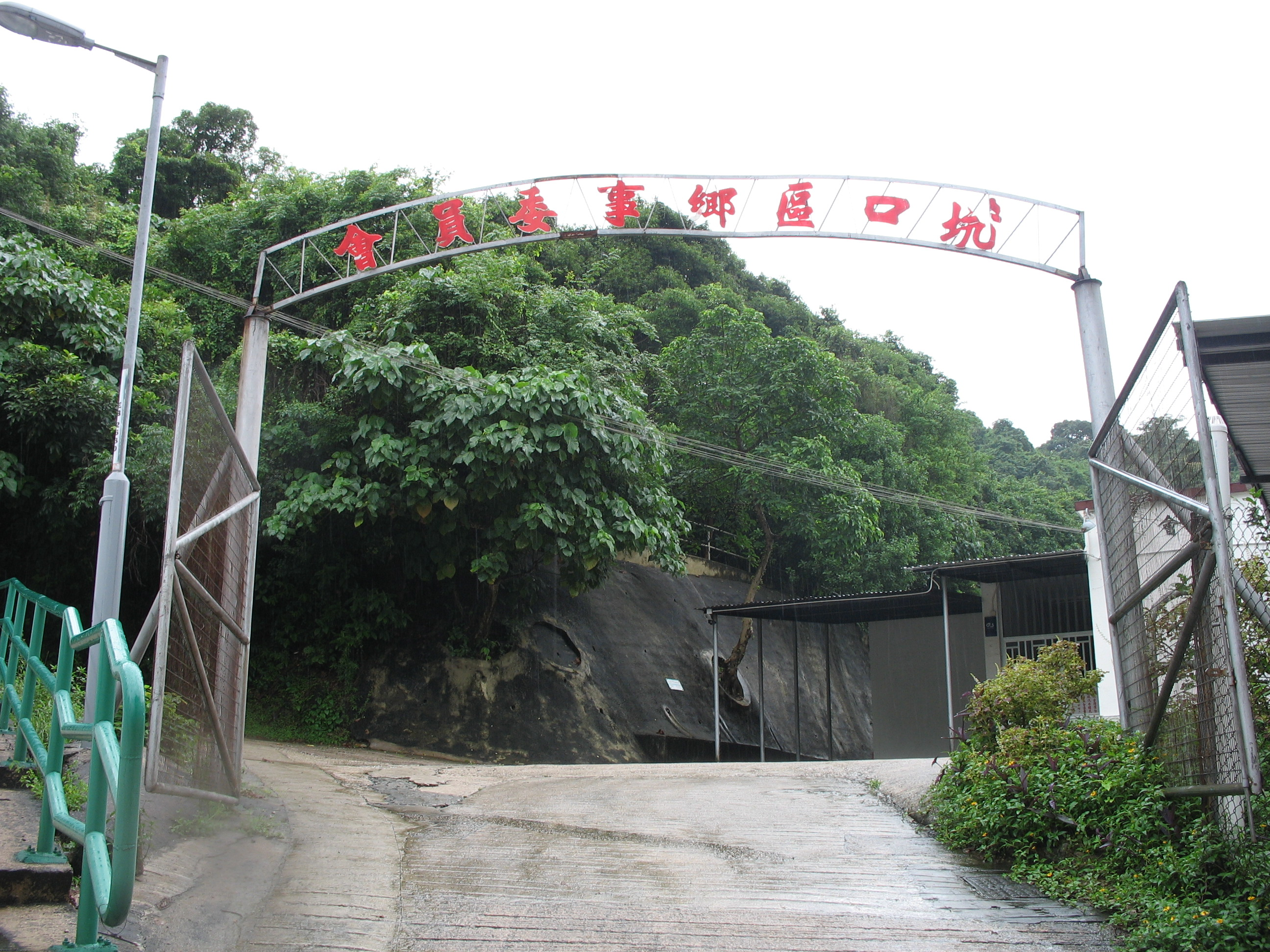
坑口區鄉事委員會會址

坑口鄉事委員會（英語：Hang Hau Rural Committee）乃香港新界鄉議局轄下二十七個鄉事委員會之一，於1957年正式註冊成立，由坑口區十八條鄉村組成，主要職責是服務區內的原居民，現任主席為劉啟康先生，同時擔任西貢區議會當然議員。現址位於香港新界西貢清水灣坑口道1A號。

## 村代表
以下是坑口區鄉事委員會屬下鄉村及第二十三屆（2015 - 2019）村代表列表：
| 村名     | 村代表                                                              |
| 斧頭洲村 | 原居民代表：葉栢林                                                  |
| 下洋村   | 原居民代表：劉玉平 居民代表：劉錦棠                                 |
| 坑口村   | 原居民代表：張錫金、成敬倫、邱永聰 居民代表：練東意                 |
| 馬游塘村 | 原居民代表：李拾璋 居民代表：曾天送                                 |
| 孟公屋村 | 原居民代表：洪天送、成權峰、成向文、成漢強、俞玉明 居民代表：劉子雲 |
| 茅湖仔村 | 原居民代表：阮少昌 居民代表：吳焯榮                                 |
| 檳榔灣村 | 原居民代表：劉偉忠 居民代表：劉運明                                 |
| 布袋澳村 | 原居民代表：張錦泉 居民代表：布水                                   |
| 相思灣村 | 原居民代表：林德強 居民代表：林根                                   |
| 上洋村   | 原居民代表：劉敏財 居民代表：劉啟康                                 |
| 水邊村   | 居民代表：黃長                                                      |
| 大坑口村 | 原居民代表：梁偉雄 居民代表：梁文輝                                 |
| 大埔仔村 | 原居民代表：温玉生、温超玄 居民代表：温超文                         |
| 大環頭村 | 原居民代表：劉偉章 居民代表：劉帝明                                 |
| 田下灣村 | 原居民代表：薛錦芬 居民代表：周賢明                                 |
| 井欄樹村 | 原居民代表：邱誠意、丘國璋 居民代表：丘兆航                         |
| 將軍澳村 | 原居民代表：陳吉祥 居民代表：陳培根（自動當選並將會就任）           |
| 魷魚灣村 | 原居民代表：鍾連喜 居民代表：鍾順龍                                 |